# Вирбел
Вирбел – риболовно приспособление, което препятства усукването на влакното. Съществуват единични, двойни, тройни, четворни вирбели. За улеснение на монтажа са снабдени с т.нар. карабинки. Незаменим елемент при риболов на спининг, на бомбарда, на тежко.